# Dirk van der Aare
Dirk van der Aare (? — Deventer, 1212) foi bispo no Bispado de Utrecht e senhor de Utrecht. Como príncipe da igreja demarcou-se pelas contendas sangrentas que manteve com os condes da Holanda, especialmente com Guilherme I da Holanda nascido em 1167 na Casa de Orange-Nassau e falecido em 1222, a quem tentou inutilmente tirar os seus territórios.